# Fernando de Vera y Zuñiga
Fernando de Vera y Zuñiga, OSA (1658 - 9 de novembro de 1638) foi um prelado católico romano que serviu como arcebispo de Cuzco de 1629 a 1638, arcebispo de São Domingos de 1628 a 1629 e bispo auxiliar de Badajoz de 1614 a 1628.

## Biografia
Fernando de Vera y Zuñiga nasceu em Mérida, Espanha e foi ordenado sacerdote na Ordem de Santo Agostinho. Em 17 de fevereiro de 1614, foi nomeado pelo Papa Paulo V como bispo auxiliar de Badajoz e Bispo Titular de Bugi. Em 13 de novembro de 1628, foi promovido pelo Rei da Espanha e confirmado pelo Papa Urbano VIII como Arcebispo de Santo Domingo e aos 8 de março de 1629 para a Diocese de Cusco com o título pessoal de Arcebispo, onde serviu até sua morte.

Enquanto bispo, foi o principal consagrador de Francisco Vega Borja, arcebispo de La Plata o Charcas. 